# Henryk Rodakowski

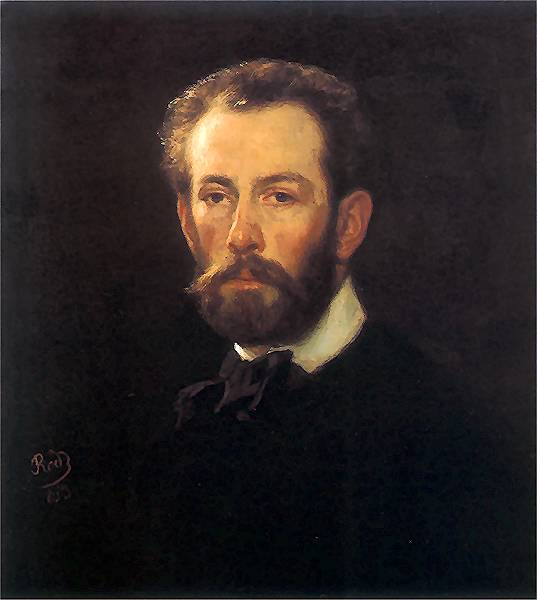
Selbstporträt 1853

Henryk Rodakowski (deutsch Heinrich Ritter von Rodakowski; * 9. Juli 1823 in Lemberg, Königreich Galizien und Lodomerien; † 28. Dezember 1894 in Krakau, Königreich Galizien und Lodomerien) war ein polnisch-österreichischer Maler.

## Leben
Henryk Rodakowski war ein Sohn des Lemberger Juristen Paul Ritter von Rodakowski (* um 1791, † 1851). Seine Brüder waren der spätere k.u.k. Feldmarschallleutnant Maximilian von Rodakowski (1825–1900) und der spätere k.u.k. General der Kavallerie und Geheime Rat Josef von Rodakowski (1830–1912).
Henryk von Rodakowski begann Rechtswissenschaften an der Wiener Universität zu studieren, aber gleichzeitig studierte er in den Jahren von 1841 bis 1845 Malerei im Atelier von Josef Danhauser.
1846 kam er nach Paris, um bei Léon Cogniet sein Studium der Malerei fortzuführen. Sein Porträt des Generals Henryk Dembiński wurde auf der Pariser Kunstausstellung mit einer Goldmedaille ausgezeichnet. Eugène Delacroix hat Rodakowskis Werke in der Pariser Presse hoch bewertet.
1861 heiratete er Camilla Blühdorn. Das Ehepaar bekam zwei Kinder.
Nach einem über 20-jährigen Aufenthalt in Paris kam er in seine Heimat zurück. Er ließ sich zuerst im Gut Palachitsche bei Stanislawow nieder, dann in Bortniki bei Chodorow, kam wieder nach Wien und siedelte sich endlich in Krakau an.
Rodakowski wurde 1893 zum Vorsitzenden der Krakauer Gesellschaft der Freunde der Schönen Künste gewählt. Am 24. Dezember 1894 wurde er zum Direktor der Krakauer Kunstschule ernannt, starb aber unerwartet vier Tage später.
Rodakowski wurde mit dem Kreuz der französischen Ehrenlegion ausgezeichnet.

## Galerie

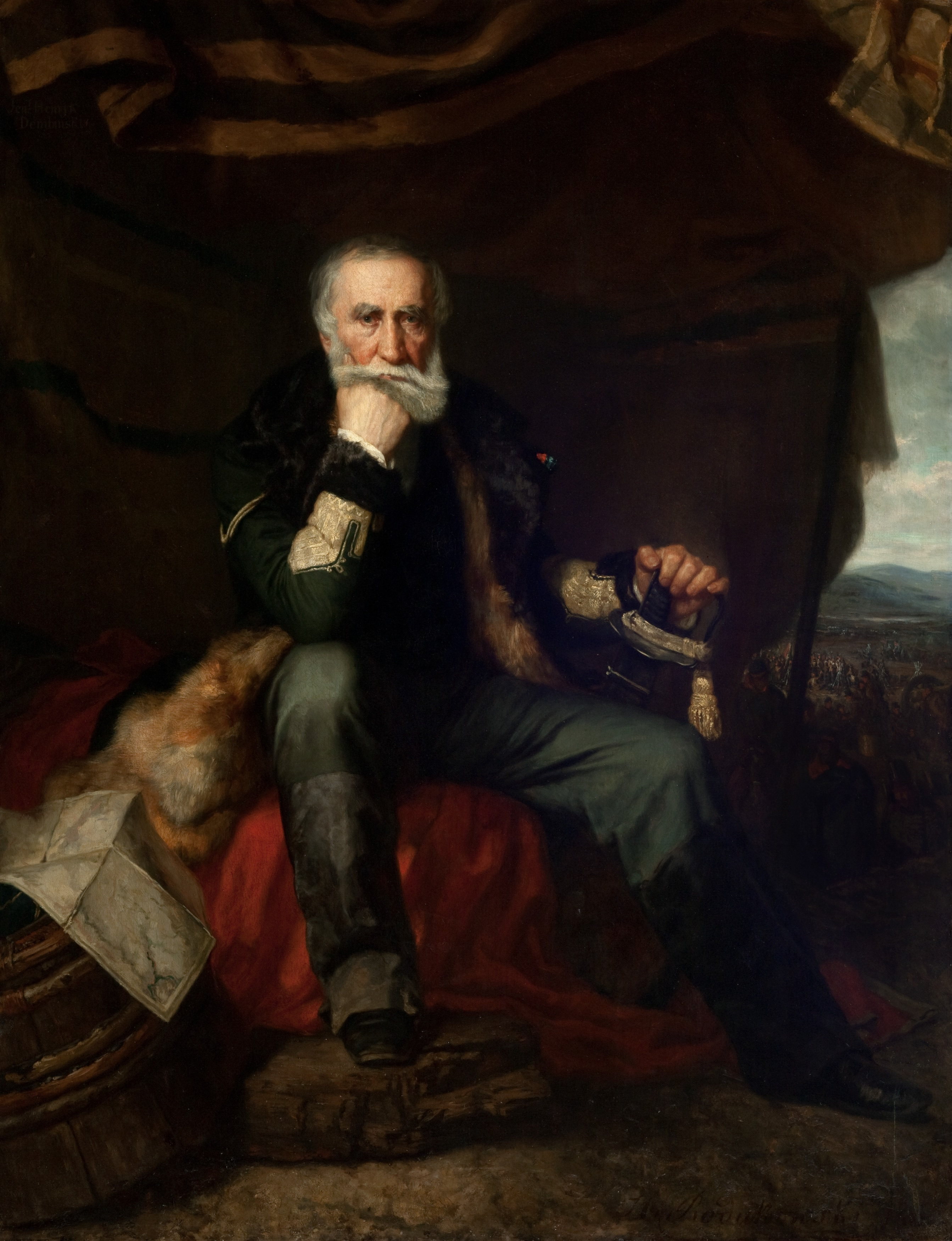
Porträt des Generals Dembinski, 1852
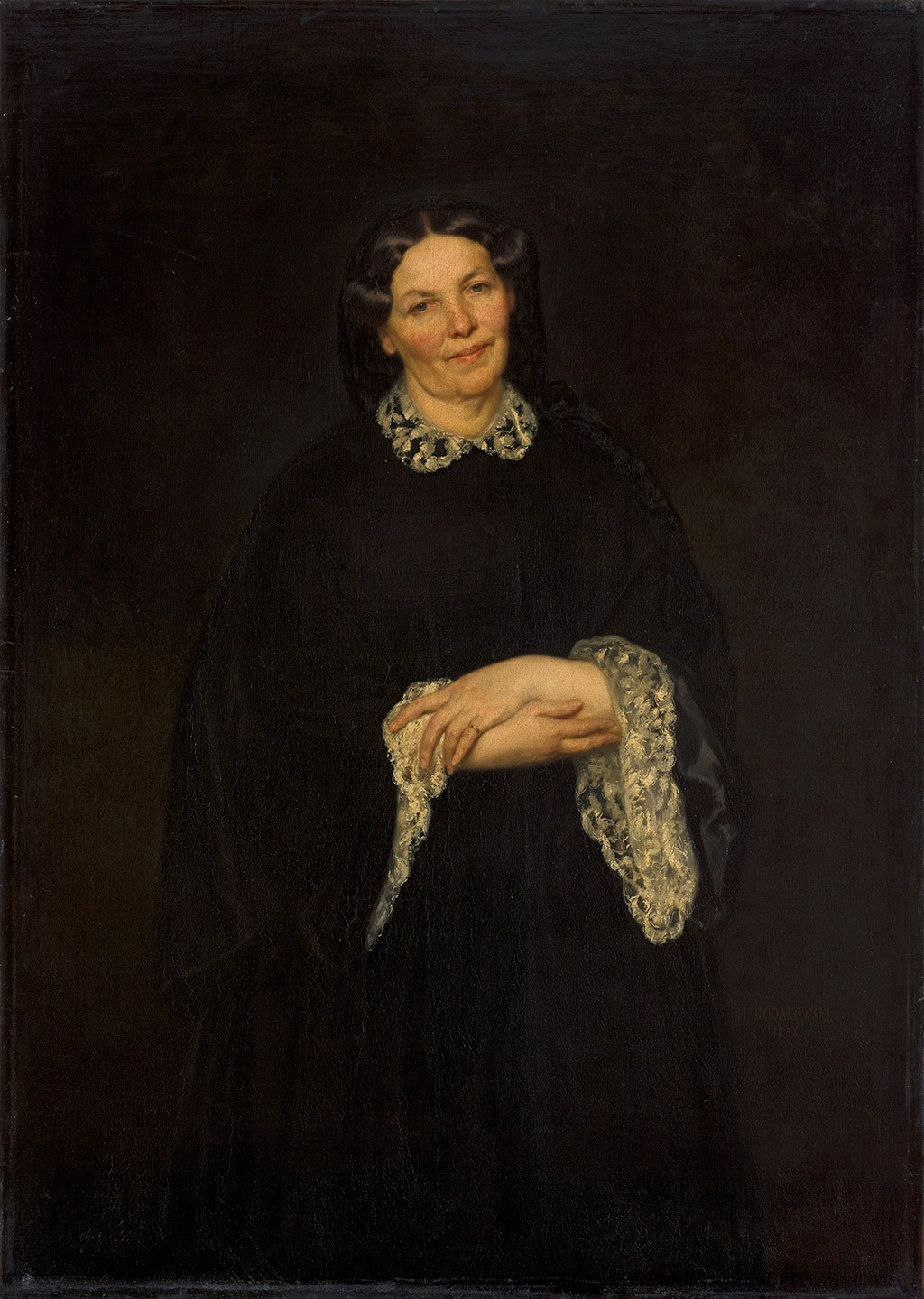
Porträt der Mutter des Künstlers, 1853
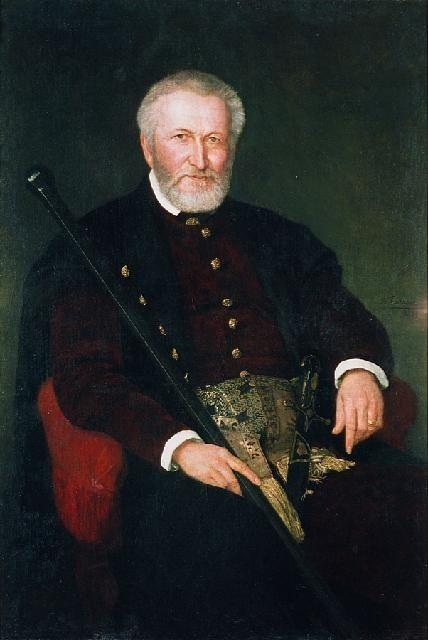
Porträt von Leon Sapieha, 1878
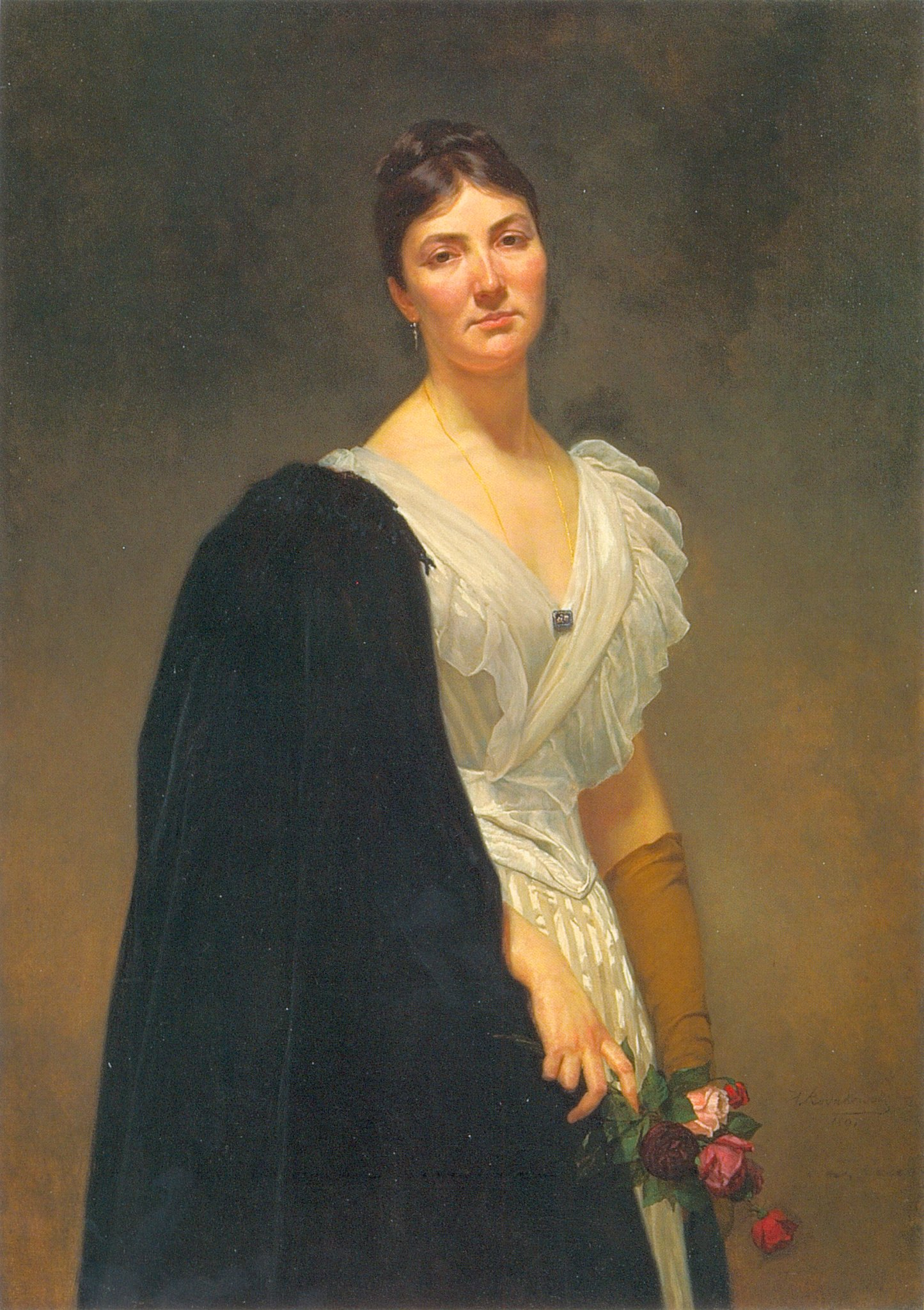
Porträt der Tochter des Künstlers, 1891